# Bauhinia thonningii

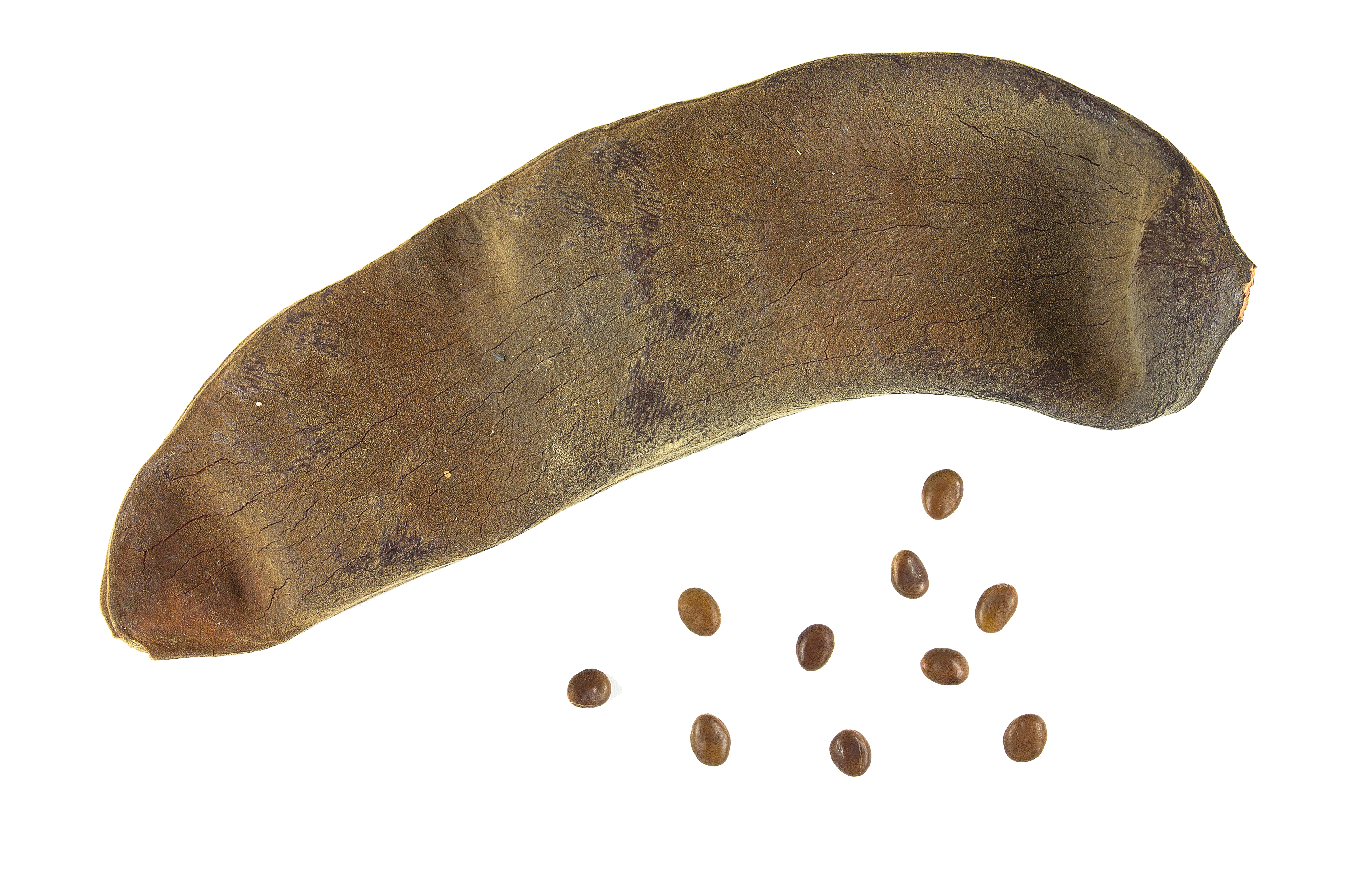
Piliostigma thonningii

Bauhinia thonningii är en ärtväxtart som beskrevs av Julius Heinrich Karl Schumann. Bauhinia thonningii ingår i släktet Bauhinia och familjen ärtväxter. Inga underarter finns listade i Catalogue of Life.